# Ján Podhradský
Ján Podhradský (31. srpna 1917 Kysáč (Кисач/Kisač) – 15. prosince 1998 Bratislava), uváděný též jako Jan Podhradski (srbskou cyrilicí Јан Подхрадски), byl slovenský fotbalový útočník (levé křídlo), který reprezentoval Jugoslávii (1938) a Slovensko (1942–1944).
Ve volném čase rád četl.

## Hráčská kariéra
Začínal v SŠK Bački Petrovac (1933–1935), v ročníku 1935/36 byl hráčem Vojvodiny Novi Sad. Poté působil v prvoligovém BSK Bělehrad, s nímž se stal v sezoně 1938/39 mistrem Jugoslávie. Další dva roky strávil v klubu SK Štefanik Stara Pazova (1939–1941). Následně odešel na Slovensko, odkud pocházeli jeho rodiče a kde posílil řady ŠK Bratislava (nynější Slovan). Se Slovanem se stal za druhé světové války dvakrát mistrem Slovenska (1941/42 a 1943/44).
Jednalo se o technicky vyspělého hráče, který vynikal v kombinaci. K jeho slabinám patřil nedostatečný důraz v osobních soubojích.

### Reprezentace
Jednou reprezentoval Jugoslávii, aniž by skóroval. Toto utkání se hrálo 6. září 1938 v Bělehradu a Jugoslávie v něm s Rumunskem remizovala 1:1 (poločas 1:0).
Za slovenskou reprezentaci nastoupil čtyřikrát (1942–1944) a vstřelil jeden gól. Debutoval 23. srpna 1942 v Bratislavě v zápase s Rumunskem, které domácí porazili 1:0 (poločas 1:0). Poslední tři reprezentační utkání absolvoval v Záhřebu proti Chorvatsku (06.09.1942–09.04.1944), v prvním z nich svou brankou z 81. minuty snížil průběžný stav na 1:3, Slováci však nakonec prohráli 1:6 (poločas 0:1).